# Chloe Bennet
Chloe Bennet (rozená Chloe Wang) (* 18. dubna 1992, Chicago, USA) je americká herečka a zpěvačka. Nejvíce se proslavila rolí Skye v seriálu televizní stanice ABC Agenti S.H.I.E.L.D..

## Životopis
Narodila se v Chicagu. Je dcerou Stephanie a Benneta Wanga. Má šest bratrů: tři biologické, dva africko-americké pěstounské bratry a jednoho mexicko-filipínského pěstounského bratra. Navštěvovala Ignatius College Prep. V 15 letech se přestěhovala do Číny za pěveckou kariérou. Zde si kvůli západním médiím změnila jméno na Chloe Bennet.

## Kariéra
Zatímco v Číně studovala mandarínštinu, vydala svůj debutový singl "Uh Oh" jak v angličtině tak v mandarínštině, následoval singl "Every Day in Between", který nazpívala jen v angličtině. Poté se přestěhovala do Los Angeles v Kalifornii.
Poprvé se na obrazovkách objevila v letní taneční show The Nightlife. V roce 2011 se objevila v hudebním videu korejské skupiny Big Bang k písničce "Tonight". Během let 2012 a 2013 hrála vedlejší roli Hailey v dramatickém seriálu stanice ABC Nashville.
V prosinci 2012 byla obsazena do hlavní role Skye/Daisy Johnsonové (Quake) do seriálu stanice ABC Agenti S.H.I.E.L.D., který měl premiéru 24. září 2013. Postavu Daisy ztvárnila ve všech sedmi řadách až do konce seriálu v roce 2020. Díky roli se dostala do širokého povědomí a stala se oblíbenou mezi fanoušky Marvelu. V roce 2020 řekla, že i po konci sedmé finální série by se ráda roli věnovala nadále v nějakém MCU filmu.

## Filmografie

### Film
| Rok           | Název                          | Role                            | Poznámka            |
| ------------- | ------------------------------ | ------------------------------- | ------------------- |
| 2014          | Nostradamus                    | Lane Fisher                     | krátkometrážní film |
| 2015          | Zvonilka a tvor Netvor         | Chase (hlas)                    |                     |
| 2018          | Marvel Rising: Secret Warriors | Daisy Johnsonová / Quake (hlas) |                     |
| 2019          | Sněžný kluk                    | Yi (hlas)                       |                     |
| 2020          | Valley Girl                    | Karen                           |                     |
| 2020          | 5 Years Apart                  | Emma                            |                     |
| bude oznámeno | Married by Mistake             | Riley                           |                     |

### Televize
| Rok       | Název                             | Role                  | Poznámka                                           |
| --------- | --------------------------------- | --------------------- | -------------------------------------------------- |
| 2010      | The Nighlife                      | Sama sebe             | Jako Chloe Wang                                    |
| 2012      | Intercept                         | Tess                  | Neprodaný pilot                                    |
| 2012–13   | Nashville                         | Hailey                | 4 díly                                             |
| 2013–2020 | Agenti S.H.I.E.L.D.               | Daisy Johnsonová      | hlavní role; 136 dílů                              |
| 2014      | The Birthday Boys                 |                       | díl: „Love Date Hump“                              |
| 2015      | Jake a piráti ze Země Nezemě      | Swifty (hlas)         | díl: „Flight of the Feathers/Captain Hookity Hook“ |
| 2016      | Talking Dead                      | Sama sebe             | díl: „The Well“                                    |
| 2016      | Agents of S.H.I.E.L.D.: Slingshot | Daisy Johnson / Quake | 3 díly                                             |
| 2018–2019 | Marvel Rising: Initiation         | Daisy Johnson / Quake | hlas; 4 díly                                       |
| 2019      | Marvel Rising: Heart of Iron      | Daisy Johnson / Quake | hlas; televizní speciál                            |
| 2019      | Marvel Rising: Chasing Ghosts     | Daisy Johnson / Quake | hlas; televizní speciál                            |
| 2021      | Raketové holky                    | Blossom               | Nevysílaný pilot                                   |

### Hudební videa
| Rok  | Název                       | Role         |
| ---- | --------------------------- | ------------ |
| 2011 | „Tonight“                   | Big Bang     |
| 2011 | „Lose Control (Take a Sip)“ | Chase Jordan |

## Diskografie

### Singly
- "Uh Oh" (Anglická verze) (2011)
- "Uh Oh" (Čínská verze (2011)
- "Every Day in Between" (2011)

## Ocenění a nominace
| Rok  | Název               | Kategorie                         | Práce               | Výsledek |
| ---- | ------------------- | --------------------------------- | ------------------- | -------- |
| 2015 | Kids' Choice Awards | nejoblíbenější seriálová herečka  | Agenti S.H.I.E.L.D. | nominace |
| 2016 | Kids' Choice Awards | nejoblíbenější seriálová herečka  | Agenti S.H.I.E.L.D. | nominace |
| 2018 | Teen Choice Awards  | nejlepší seriálová herečka: akční | Agenti S.H.I.E.L.D. | nominace |